# Lentinus swartzii
Lentinus swartzii är en svampart som beskrevs av Berk. 1843. Lentinus swartzii ingår i släktet Lentinus och familjen Polyporaceae.   Inga underarter finns listade i Catalogue of Life.